# Ръждивокоремен сърпоклюн дърволаз
Ръждивокоремен сърпоклюн дърволаз (Campylorhamphus trochilirostris), наричан също ръждивокоремна сърпоклюнка, е вид птица от семейство Furnariidae.

## Разпространение
Видът е разпространен в Аржентина, Боливия, Бразилия, Колумбия, Еквадор, Панама, Парагвай, Перу и Венецуела.